# Свеча (станция)
Свеча — железнодорожная станция Вологодского региона Северной железной дороги, находящаяся в посёлке городского типа Свеча Кировской области. 
К востоку от станции проходит граница с Горьковской железной дорогой.

## Деятельность
Станция открыта для грузовой работы.

## Движение поездов
| Дальнее сообщение                | Дальнее сообщение           | Дальнее сообщение         | Дальнее сообщение              |
| № поезда                         | Маршрут движения            | № поезда                  | Маршрут движения               |
| -------------------------------- | --------------------------- | ------------------------- | ------------------------------ |
| Круглогодичное обращение поездов |                             |                           |                                |
| 2                                | Владивосток — Москва        | 1                         | Москва — Владивосток           |
| 67                               | Абакан — Москва             | 68                        | -                              |
| 69                               | Чита — Москва               | 70                        | Москва — Чита                  |
| 71 «Демидовский экспресс»        | -                           | 72 «Демидовский экспресс» | Санкт-Петербург — Екатеринбург |
| 123                              | Киров — Санкт-Петербург     | 124                       | -                              |
| Сезонное обращение поездов       |                             |                           |                                |
| 191                              | Челябинск — Санкт-Петербург | 192                       | -                              |

| Пригородное сообщение | Пригородное сообщение | Пригородное сообщение | Пригородное сообщение |
| № поезда              | Маршрут движения      | № поезда              | Маршрут движения      |
| --------------------- | --------------------- | --------------------- | --------------------- |
| 6391                  | Киров — Шабалино      | 6392                  | Шабалино — Киров      |
| 6393                  | Киров — Шабалино      | 6394                  | Шабалино — Киров      |
| 6395                  | Киров — Шабалино      | 6396                  | Шабалино — Киров      |